# Museu Mendeléiev
El museu Mendeléiev és un museu dedicat al químic rus Dmitri Mendeléiev, autor de la primera taula periòdica, el qual està situat a l'apartament que fou la seva residència a Sant Petersburg, Rússia, entre el 1866 i el 1890.
El museu es troba a l'illa Vassílievski, en un edifici de la Universitat Estatal de Sant Petersburg anomenat els Dotze Col·legis. És l'edifici més gran del barroc a Sant Petersburg obra dels arquitectes Domenico Trezzini i Theodor Schwertfeger entre 1722 i 1744. Fou construït per ordre del tsar Pere el Gran amb l'objectiu d'acollir els ministeris, però el 1819 es convertí en seu de la Universitat Imperial de Sant Petersburg.

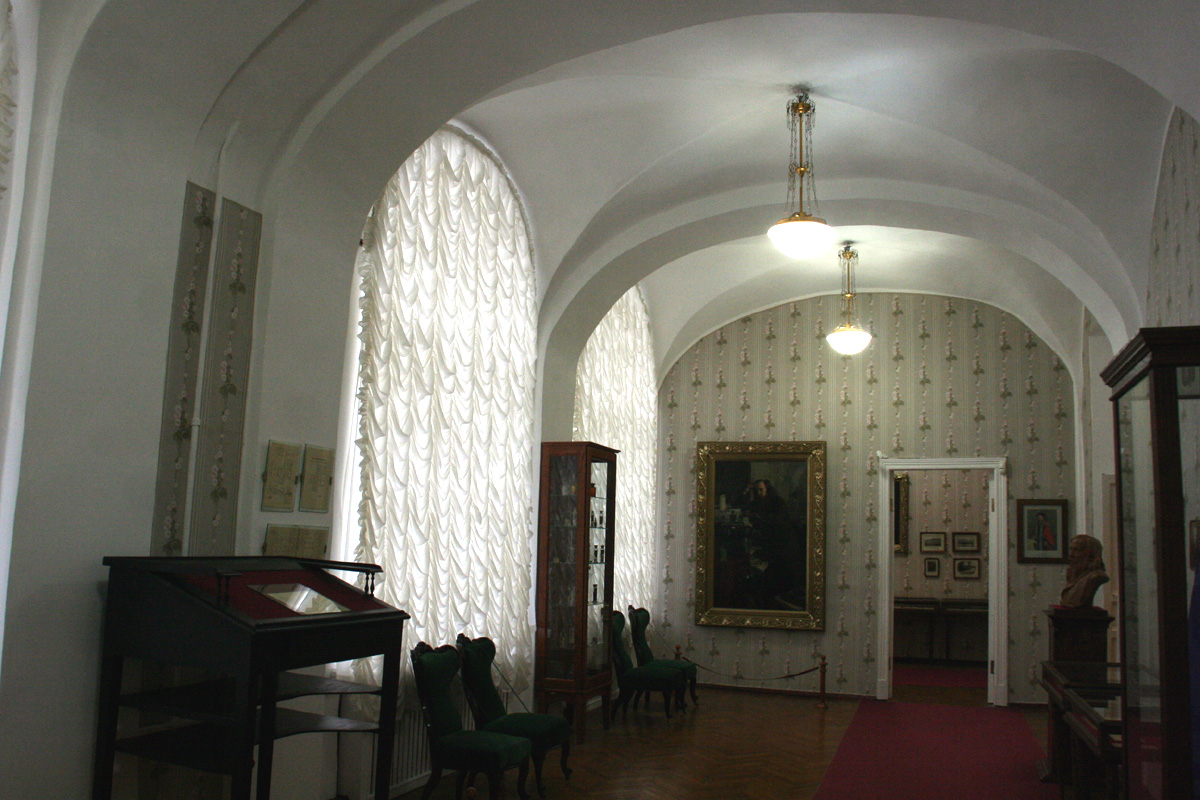
Saló

El museu es creà el 1911 per la Universitat i la Societat Russa de Química només quatre anys després de la mort de Mendeléiev (1907). Ocupa una part de l'apartament on residí Dmitri Mendeléiev entre 1866 i 1890, quan era catedràtic de la Universitat Imperial de Sant Petersburg. L'entrada del museu es troba al carrer de Mendeléiev. Consta de quatre peces:
- Un gran saló, decorat amb fotografies de la seva vida familiar, presenta diversos llibres i manuscrits originals, el seu escriptori, la seva toga de professor, alguns bustos.
- El petit menjador adjacent il·lustra la seva vida acadèmica.
- El seu despatx i biblioteca són visibles sense entrar, des dels portals. Els mobles i els llibres són els originals. La seva biblioteca personal incloïa més de 20.000 llibres.
- Una sala gran presenta diversos materials de laboratori (més de 200 objectes) utilitzats per als seus experiments.[1]